# Aidanosagitta alvarinoae
Aidanosagitta alvarinoae är en djurart som tillhör fylumet pilmaskar, och som först beskrevs av Pathansali 1974.  Aidanosagitta alvarinoae ingår i släktet Aidanosagitta och familjen Sagittidae. Inga underarter finns listade i Catalogue of Life.